# Roccantica
Roccantica település Olaszországban, Lazio régióban, Rieti megyében. Lakosainak száma 545 fő (2023. január 1.). Roccantica Cantalupo in Sabina, Monte San Giovanni in Sabina, Poggio Catino, Salisano, Casperia és Rieti községekkel határos.

## Népesség
A település lakossága az elmúlt években az alábbi módon változott:
| Lakosok száma | 557  | 552  | 545  |
|               | 2017 | 2018 | 2023 |